# Francisco Craveiro Lopes
Pour les articles homonymes, voir Francisco Lopes, Craveiro et Lopes.
Francisco Higino Craveiro Lopes (Lisbonne, 12 avril 1894 - Lisbonne, 2 septembre 1964) est un homme d'État et militaire portugais, 12e président de la République portugaise (2e de l'Estado Novo) de 1951 à 1958.

## Biographie
Il occupe le poste de gouverneur général de l’Inde portugaise (1936-1938)
Le Premier ministre António de Oliveira Salazar choisit Craveiro Lopes pour candidater à la présidence du régime en 1951 afin de succéder à Óscar Carmona, décédé. Il est élu sans opposition.
En vertu de la Constitution, le président était investi de pouvoirs quasi dictatoriaux. Mais dans la pratique, Carmona avait  remis le gouvernement entre les mains de Salazar. Cependant, Craveiro Lopes n’était pas disposé à donner à Salazar les mains libres. Il ne tarde pas à se montrer froid dans ses relations avec le président du Conseil et manifeste même une certaine sympathie pour les opposants. Malgré cela, il n’est pas allé jusqu’à limoger Salazar.
Salazar choisit le ministre de la Marine, Américo Tomás, apparemment plus docile, comme candidat du régime en 1958. L’opposition démocrate invita alors Craveiro Lopes à être leur candidat, mais il savait qu’il n’avait aucune chance de gagner et refusa. Il a été impliqué dans la tentative militaire ratée de renverser Salazar en 1961, dirigée par le ministre de la Défense Júlio Botelho Moniz.